# عكبر حقلي
عكبر حقلي (الاسم العلمي: Microtus arvalis) (بالإنجليزية: Common Vole)‏ هو نوع من القوارض يتبع جنس العكبر من الفصيلة القدادية.